# بازی عادلانه (فیلم ۲۰۲۳)
بازی عادلانه (انگلیسی: Fair Play)  یک فیلم آمریکایی هیجان‌انگیز شهوانی  و دلهره‌آور روان‌شناختی محصول سال ۲۰۲۳ آمریکا به نویسندگی و کارگردانی کلوئی دومون است و   فیبی داینور و آلدن ارنرایک و ادی مارسن و ریچ سومر در آن بازی می‌کنند.  
بازی جوانمردانه در ۲۰ ژانویه ۲۰۲۳ در جشنواره فیلم ساندنس به نمایش درآمد و در تاریخ ۶ اکتبر ۲۰۲۳ توسط نتفلیکس اکران شد.  این فیلم نقدهای مثبتی از منتقدان دریافت کرد.

## بازیگران
- فیبی داینور
- آلدن ارنرایک
- ادی مارسن
- ریچ سومر
- سباستین ده سوزا
- جرالدین سامرویل
- پاتریک فیشلر